# 神経解剖学
神経解剖学（しんけいかいぼうがく、英語：neuroanatomy）とは、中枢神経系の生成・発達・構造・仕組み・働き等を調べ、医療の向上に努める系統解剖学の一分野である。

## 分類
- マクロ神経解剖学

ヒトの神経の名称一覧を参照。
- ミクロ神経解剖学

### 中枢神経系

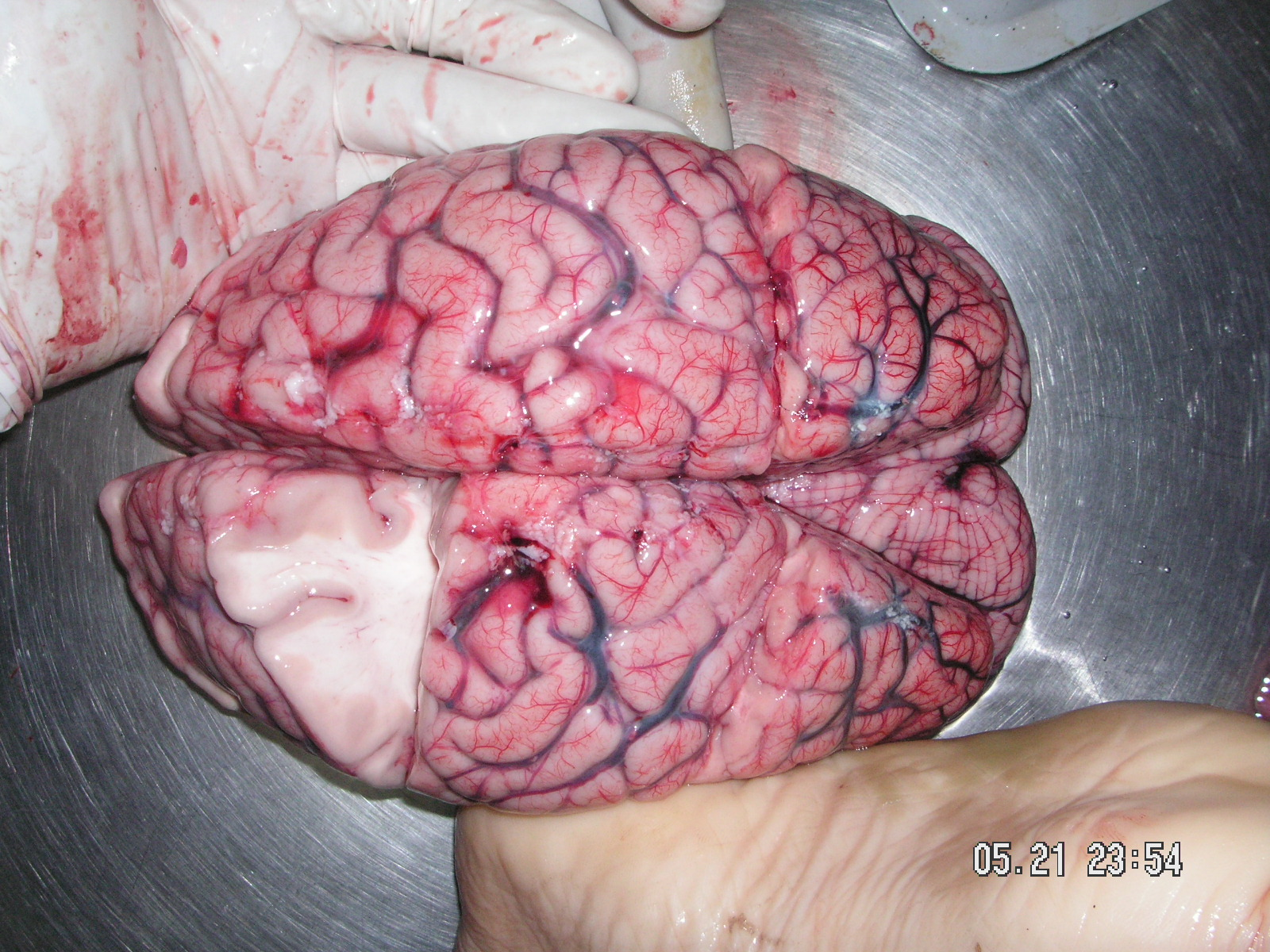
ヒトの大脳。前頭葉の一部が切除されている状態。

- 脊髄 (medulla spinalis)
- 脳 (encephalon)
  - 菱脳 (rhombencephalon)
    - 延髄 (medulla oblongata)
    - 後脳 (metencephalon)
    - 小脳 (cerebellum)
    - 菱脳峡 (isthmus rhombencephali)
    - 第四脳室 (ventriculus quartus)

  - 大脳 (cerebrum)
    - 前脳 (prosencephalon)
    - 中脳 (mesencephalon)
- 投射神経路 (tractus nervosi projectionis)
- 髄膜 (meninges)

### 末梢神経系
- 脳脊髄神経 (nervi cerebrospinales)
  - 脳神経 (nervi craniales)
  - 脊髄神経 (nervi spinales)
- 自律神経系 (systema nervosum autonomicum)
  - 交感神経 (pars sympathica)
  - 副交感神経 (pars parasympathica)

## 神経解剖学の研究手法
- ニッスル染色
- ゴルジ染色
- 免疫染色（免疫組織化学染色）
- 免疫電顕
- in situ ハイブリダイゼーション
- 神経トレーサーの脳内注入